# Осока зігнута
Осо́ка зі́гнута (Carex curvula) — багаторічна рослина родини осокових. Південно-середньоєвропейський високогірний (альпійський) вид.

## Опис

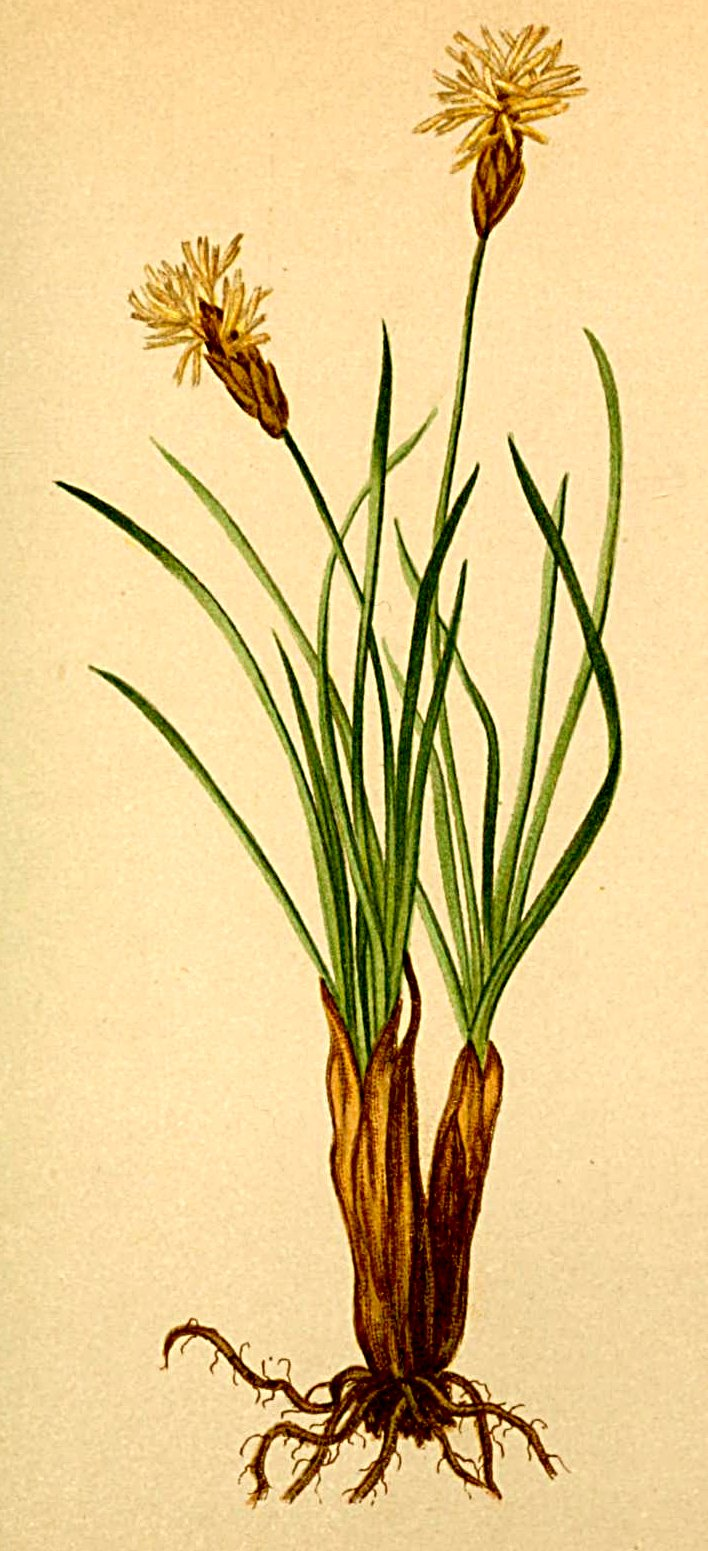

Трав'яниста рослина 10-30 см заввишки. Стебло дугоподібнозігнуте, листки 1,0-1,5 мм завширшки, як і стебла, зігнуті, коричневі, часто сітчасторозщеплені. Покривні луски коричневі, тупуваті, загострені на верхівці, по краю білоплівчасті. Мішечки вузькоеліптичні, жовто-зелені, 6-8 мм завдовжки.
Суцвіття — густий, оберненояйцеподібний колос 1-2(до 3) см завдовжки, приквітковий листок суцвіття широкояйцеподібний, з вістрям, приймочок три.
Цвіте у червні-липні.

## Поширення та екологія
Зростає у горах Південної та Середньої Європи (Піренеї, гори Центральної Франції, Альпи (на висотах 1900-3000 м), північна частина Східних Карпат, Південні Карпати, північно-східна частина Балканського півострова).
В Українських Карпатах зростає на Чорногорі (Говерла, Шпиці, Кізі Улоги), а також по північно-східній межі свого ареалу.
Зростає переважно в альпійському, спорадично — у субальпійському поясах, на висоті 1800—2061 м, зрідка нижче, на луках. Приурочений до добре зволожених ґрунтів, кальцефоб. Анемофіл, афтохор, гідрохор.

## Охорона
Зростає у Карпатському національному природному парку і Чорногірському масиві Карпатського біосферного заповідника.

## Систематика

### Підвиди
Популяції осоки зігнутої з Альп і Піренейських гір відокремлюють в окремий підвид — C.curvula All. subsp. rosae Gilomen, а область поширення типового підвиду майже зберігається з ареалом виду.

### Синоніми
- Carex curvula f. elongata
- Carex curvula f. orbelica
- Carex curvula f. pallida
- Carex curvula f. pygmaea
- Carex curvula f. rodnensis
- Carex curvula subsp. mirabilis
- Carex curvula var. major
- Carex curvula var. mirabilis'
- Carex lobata
- Carex orbelica